# Знаки почтовой оплаты Украины (1997)
Знаки почтовой оплаты Украины (1997) — перечень (каталог) знаков почтовой оплаты (почтовых марок), введённых в обращение почтой Украины в 1997 году.
С 22 марта по 30 декабря 1997 года было выпущено 43 памятные (коммеморативные) почтовые марки. Тематика коммеморативных марок охватывала юбилеи выдающихся деятелей культуры, памятники архитектуры Украины, знаменательные даты, виды представителей фауны и флоры и другие сюжеты. В обращение поступили марки номиналами в 0,10; 0,20; 0,30; 0,40 и 0,60 гривны.
Почтовые марки № 141, 142, 150—156 и 175 напечатаны банкното-монетным двором Национального банка Украины, а № 136—140, 143—149, 157—174 и 176—182 — напечатаны государственным предприятием «Полиграфический комбинат „Украина“».

## Список коммеморативных марок
Порядок следования элементов в таблице соответствует номеру по каталогу марок Украины на официальном сайте Укрпочты (укр. КМД УДППЗ «Укрпошта»), в скобках приведены номера по каталогу «Михель».
| № по каталогу                                                                                   | Изображение | Описание и источники | Номинал                              | Дата выпуска          | Тираж                                   | Художник                     |
| ----------------------------------------------------------------------------------------------- | ----------- | --- | ------------------------------------ | --------------------- | --------------------------------------- | ---------------------------- |
| № 136 (Mi #196) № 137 (Mi #197)                                                                 |             | Зчіпка «Тваринний світ України», дві марки з купоном: Рись звичайна; Ведмідь бурий. с укр. — «Сцепка „Животный мир Украины“, две марки с купоном: - Рысь обыкновенная (Felis lynx) - Медведь бурый (Ursus arctos)». | 0,20 гривны                          | 22 марта 1997 года    | 200 000                                 | Геннадий Кузнецов            |
| № 138 (Mi #200)                                                                                 |             | «Покровська оборонна церква 1476 р. в с. Сутківцях». с укр. — «Покровская церковь-замок 1476 года в селе Сутковцы». | 0,20 гривны                          | 19 апреля 1997 года   | 250 000                                 | Иван Крислач                 |
| № 139 (Mi #198)                                                                                 |             | «Хрестовоздвиженський собор 1689—1709 рр. у Полтаві». с укр. — «Крестовоздвиженский собор 1689—1709 гг. в Полтаве». | 0,20 гривны                          | 19 апреля 1997 года   | 250 000                                 | Иван Крислач                 |
| № 140 (Mi #199)                                                                                 |             | «Собор святого Юра 1748—1762 рр. у Львові». с укр. — «Собор Святого Юра 1748—1762 гг. во Львове». | 0,20 гривны                          | 19 апреля 1997 года   | 250 000                                 | Иван Крислач                 |
| № 141 (Mi #201) № 142 (Mi #202)                                                                 |             | Блок «Спільна тематика поштових випусків за програмою PostEurop-97: Історії і легенди. Історія України (Період Київської Русі). Легендарні київські князі Кий, Щек, Хорив і їхня сестра Либідь (кінець VI — початок VII ст.)». с укр. — «Блок „Совсместная тематика почтовых выпусков по программе PostEurop-97: Истории и легенды. История Украины (Период Киевской Руси). Легендарные киевские князи Кий, Щек, Хорив и сестра их Лыбедь (конец VI — начало VII вв.)“ - Кий и Щек - Хорив и Лыбедь». | 0,40 гривны                          | 6 мая 1997 года       | 700 000                                 | Владимир Таран Алексей Харук |
| № 143 (Mi #203)                                                                                 |             | IV Національна філателістична виставка «Шевченків край» у м. Черкасах. с укр. — «IV Национальная филателистическая выставка „Шевченків край“ в Черкасах». | 0,10 гривны                          | 17 мая 1997 года      | 5 000 000                               | С. П. Миненко                |
| № 144 (Mi #204)                                                                                 |             | «100 років від дня народження Олександра Гнатовича Шаргея (Юрія Васильовича Кондратюка) (1897—1942)». с укр. — «100 лет со дня рождения Александра Игнатовича Шаргея (Юрия Васильевича Кондратюка, 1897—1942)». | 0,20 гривны                          | 21 июня 1997 года     | 250 000                                 | Василий Дворник              |
| № 145 (Mi #205)                                                                                 |             | «Перша річниця прийняття Конституції України». с укр. — «Первая годовщина принятия Конституции Украины». | 0,20 гривны                          | 28 июня 1997 года     | 250 000                                 | Василий Дворник              |
| № 146 (Mi #206)                                                                                 |             | «Народні свята та обряди. Свято Івана Купала». с укр. — «Народные праздники и обряды. Праздник Ивана Купала». | 0,20 гривны                          | 5 июля 1997 года      | 250 000                                 | Алексей Штанко               |
| № 147 (Mi #207)                                                                                 |             | Серія «Славетні жінки України». Велика княгиня київська Ольга. с укр. — «Серия „Знаменитые женщины Украины“: Великая княгиня киевская Ольга». | 0,40 гривны                          | 12 июля 1997 года     | 250 000                                 | Алексей Штанко               |
| № 148 (Mi #208)                                                                                 |             | Серія «Славетні жінки України». Роксолана (Хуррем, Хасекі). с укр. — «Серия „Знаменитые женщины Украины“: Роксолана (Хюрре́м Хасеки́-султа́н)». | 0,40 гривны                          | 12 июля 1997 года     | 250 000                                 | Алексей Штанко               |
| № 149 (Mi #209)                                                                                 |             | «100-річчя першого поселення українців в Аргентині». с укр. — «Столетие первого поселения украинцев в Аргентине». | 0,20 гривны                          | 16 августа 1997 года  | 200 000                                 | И. В. Турецкий               |
| № 150 (Mi #210) № 151 (Mi #211) № 152 (Mi #212) № 153 (Mi #213) № 154 (Mi #214)                 |             | Зчіпка «Нагороди України» з п'яти марок Відзнака Президента України: «орден «За заслуги»; «Орден Богдана Хмельницького»; «За мужність»; медаль «За військову службу Україні»; медаль «За бездоганну службу». с укр. — «Сцепка „Награды Украины“ из пяти марок: - орден «За заслуги» - орден Богдана Хмельницкого - орден «За мужество» - медаль «За военную службу Украине» - медаль «За безупречную службу»».                                                                                        | 0,60 0,40 0,30 0,20 гривны           | 20 августа 1997 года  | 300 000 200 000 300 000 200 000 250 000 | Владимир Таран Алексей Харук |
| № 155 (Mi #215) № 156 (Mi #216)                                                                 |             | Блок «Нагороди України. Відзнака Президента України: Орден князя Ярослава Мудрого»: Знак ордена князя Ярослава Мудрого; Зірка ордена князя Ярослава Мудрого. с укр. — «Блок „Награды Украины. Награда президента Украины: орден князя Ярослава Мудрого“: - знак ордена князя Ярослава Мудрого - звезда ордена князя Ярослава Мудрого». | 0,60 гривны                          | 20 августа 1997 года  | 50 000                                  | Владимир Таран Алексей Харук |
| № 157 (Mi #217)                                                                                 |             | Серія «Гетьмани України»: Гетьман Дмитро Вишневецький (Байда). с укр. — «Серия „Гетманы Украины“: - Гетман Дмитрий Вишневецкий (Байда)». | 0,20 гривны                          | 13 сентября 1997 года | 250 000                                 | Юрий Логвин                  |
| № 158 (Mi #218)                                                                                 |             | Серія «Гетьмани України»: Гетьман Пилип Орлик. с укр. — «Серия „Гетманы Украины“: - Гетман Филипп Орлик». | 0,20 гривны                          | 13 сентября 1997 года | 250 000                                 | Юрий Логвин                  |
| № 159 (Mi #219)                                                                                 |             | «125 років від дня народження Соломії Амвросіївни Крушельницької (1872—1952)». с укр. — «125 лет со дня рождения Саломеи Амвросиевны Крушельницкой (1872—1952)». | 0,20 гривны                          | 23 сентября 1997 года | 250 000                                 | Сергей Лукьяненко            |
| № 160 (Mi #220)                                                                                 |             | Серія «Літакобудування в Україні». Літак АН-74 ТК-200. с укр. — «Серия „Самолётостроение в Украине“: - Самолёт Ан-74 ТК-200». | 0,20 гривны                          | 30 октября 1997 года  | 250 000                                 | В. И. Самойлов               |
| № 161 (Mi #221)                                                                                 |             | Серія «Літакобудування в Україні». Літак АН-38-100. с укр. — «Серия „Самолётостроение в Украине“: - Самолёт Ан-38-100». | 0,40 гривны                          | 30 октября 1997 года  | 250 000                                 | В. И. Самойлов               |
| № 162 (Mi #224)                                                                                 |             | Спільний американсько-український космічний експеримент «Columbia» (19.11-5.12.1997). Космонавт дослідник України Л. К. Каденюк. с укр. — «Совместный американо-украинский космический эксперимент «Columbia» (19.11—5.12.1997). Космонавт-исследователь Украины Л. К. Каденюк». | 0,40 гривны                          | 6 декабря 1997 года   | 200 000                                 | Е. Ф. Сендзюка               |
| № 163 (Mi #222)                                                                                 |             | Серія «Суднобудування в Україні». Есмінець «Завєтний». с укр. — «Серия „Судостроение в Украине“: - Эсминец «Заветный»». | 0,20 гривны                          | 6 декабря 1997 года   | 250 000                                 | В. И. Самойлов               |
| № 164 (Mi #223)                                                                                 |             | Серія «Суднобудування в Україні». Науково-дослідне судно «Академік Сергій Корольов». с укр. — «Серия „Судостроение в Украине“: - Научно-исследовательское судно «Академик Сергей Королёв»». | 0,40 гривны                          | 6 декабря 1997 года   | 250 000                                 | В. И. Самойлов               |
| № 165 (Mi #225)                                                                                 |             | «З Різдвом Христовим!». с укр. — «С Рождеством Христовым!». | 0,20 гривны                          | 20 декабря 1997 года  | 200 000                                 | Геннадий Заднипряный         |
| № 166 (Mi #226)                                                                                 |             | Народне мистецтво України. Народний живопис: «Півень». с укр. — «Народное творчество Украины. Народная живопись: „Петух“». | 0,20 гривны                          | 20 декабря 1997 года  | 200 000                                 | Геннадий Кузнецов            |
| № 167 (Mi #227)                                                                                 |             | Народне мистецтво України. Вишивка бісером: кептар. с укр. — «Народное творчество Украины. Вышивка бисером: кептарь». | 0,20 гривны                          | 20 декабря 1997 года  | 200 000                                 | Геннадий Кузнецов            |
| № 168 (Mi #228)                                                                                 |             | Народне мистецтво України. Різьблення по дереву: декоративне блюдо. с укр. — «Народное творчество Украины. Резьба по дереву: декоративное блюдо». | 0,40 гривны                          | 20 декабря 1997 года  | 200 000                                 | Геннадий Кузнецов            |
| № 169 (Mi #229)                                                                                 |             | Народне мистецтво України. Ліплення з глини: «Баран». с укр. — «Народное творчество Украины. Лепка из глины: „Баран“». | 0,40 гривны                          | 20 декабря 1997 года  | 200 000                                 | Геннадий Кузнецов            |
| № 170 (Mi #230) № 171 (Mi #231) № 172 (Mi #232) № 173 (Mi #233)                                 |             | Марочний аркуш «Народне мистецтво України». с укр. — «Марочный лист „Народное творчество Украины“». | 0,20 0,40 0,20 гривны                | 20 декабря 1997 года  | 50 000                                  | Геннадий Кузнецов            |
| № 174 (Mi #234)                                                                                 |             | «125 років від дня народження Василя Григоровича Кричевського (1872—1952)». с укр. — «125 лет со дня рождения Василия Григорьевича Кричевского (1872—1952». | 0,10 гривны                          | 20 декабря 1997 года  | 5 000 000                               | Алексей Штанко               |
| № 175 (Mi #235)                                                                                 |             | «275 років від дня народження Григорія Савича Сковороди (1722—1794)». с укр. — «275 лет со дня рождения Григория Сковороды (1722—1794)». | 0,60 гривны                          | 27 декабря 1997 года  | 200 000                                 | Владимир Таран Алексей Харук |
| № 176 (Mi #237) № 177 (Mi #238) № 178 (Mi #239) № 179 (Mi #240) № 180 (Mi #241) № 181 (Mi #242) |             | Блок «Тваринний світ України»: Жайворонок польовий; Орлан-білохвіст; Лелека чорний; Їжак вухатий; Садовий вовчок. с укр. — «Блок «Животный мир Украины» - Жаворонок полевой (Alauda arvensi) - Орлан-белохвост (Haliaeetus albicilla Linnaeus) - Аист чёрный (Ciconia nigra Linnaeus) - Ёж ушастый (Erinaceus auritus Gmelin) - Садовая соня (Eliomys quercinus Linnaeus) - Кабан (Sus scrofa)». | 0,20 0,40 0,20 0,40 0,20 0,40 гривны | 30 декабря 1997 года  | 100 000                                 | В. И. Лесняк                 |
| № 182 (Mi #236)                                                                                 |             | Серія «Давні герби земель України». Закарпаття. с укр. — «Серия „Древние гербы земель Украины“. Закарпатье». | 0,20 гривны                          | 30 декабря 1997 года  | 200 000                                 | О. В. Снарский               |

## Комментарии
1. ↑  Коммеморативные марки — обобщённое название специальных художественных (памятных, юбилейных и других) почтовых марок. Для упрощения терминологии в случаях, когда требуется лишь подчеркнуть, что данная марка не является общеупотребляемой (то есть стандартной), под термином «коммеморативная марка» подразумевают, кроме перечисленных выше, также тематические (рисунки которых, посвящены определённой теме коллекционирования) марки. Также все упомянутые марки, объединённые термином «коммеморативная», имеют общую черту: как правило, такие марки изготовляются на высоком полиграфическом уровне[3].
2. ↑  Ниже приведён перечень памятных художественных марок (с возможностью сортировки по номиналу, тиражу и дате введения в обращение).